# シャパラル・カーズ
シャパラル・カーズ（Chaparral Cars ）はアメリカのレーシングカー製造会社。1960年代から1990年初頭にかけてスポーツカーレースやCARTなどで活躍した。

## 概要
シャパラルはテキサスの石油王で自動車レーサーで技術者でもあるジム・ホールによって設立された。1960年代に実験的で強力なレースカーを開発し、アメリカのUSロードレーシング選手権（USRRC）やカナディアン-アメリカン・チャレンジカップ（Can-Am）、ヨーロッパのスポーツカー世界選手権で活躍。1970年代末からCARTに挑戦し、伝統のインディ500も制覇した。
シャパラルの開発の歴史は1960年代から1970年代にかけてのレースカーにおける空力やタイヤの鍵となる変化だった。ジム・ホールは技術者としての訓練を受け、従来の概念に囚われず技術的課題に対して独自の考察に基づく斬新な解決法を示した。彼はシボレーやファイヤストンの技術者チームとも交流があり、空力の変更や科学的な考察を行なった。データ収集装置はGMの研究グループが開発した。ホールはポール・ヘンリーのインタビューでこれらについて語っている。
なお、かつては「チャパラル」という日本語表記もあったが、現在は「シャパラル」が定着している。シャパラルという社名はジム・ホールと共同設立者であるハップ・シャープの姓を組み合わせたところ、「Chaparral」というスペイン語の単語に響きが似ていたために付けられた。「Chaparral」はアメリカ南西部に生息するカッコウ科の鳥（日本語名ミチバシリ）であり、2本足で荒野を疾走することからアメリカでは「ロードランナー」とも呼ばれる。この社名と白いボディカラーから、シャパラルのマシンは「白い怪鳥」と形容された。

## 歴史

### 設立
創設者ジム・ホールはヨーロッパ製のスポーツカーを購入してレース活動をしていたが、スペアパーツ不足などへの不満からアメリカ製V8エンジンを搭載するオリジナルマシンの製作に興味を持った。手始めに元スカラブ 技術者ディック・トラウトマンとトム・バーンズのスポンサーとなり、1961年に2人の設計したシャパラル・1がデビューした。
ホールはアマチュアレーサーのハップ・シャープと親しくなり、彼の地元テキサス州ミッドランドに移住する。知人らと郊外のラトルスネーク・サーキット建設計画に出資したが、死亡事故で所有権が宙に浮いたため、私有のテストコースとして買収。1962年、隣接地にファクトリーを構え、シャープと共同でシャパラル・カーズを設立した。
カリフォルニア工科大学出身のエンジニアでもあるホールは、オリジナルマシンの設計に航空工学などの他分野から創造的なアイデアを持ち込んだ。また、ゼネラル・モータース（GM）の技術研究グループと密接な関係を持ち、実験的なテクノロジーを供与されたといわれる。今日に至るまでGMとの関係が公式に発表されたことはないが、シャパラルは実戦での開発・テストを担うセミワークス的な存在だったと見られている。

### スポーツカーレースの活動

#### 1963年 - 1964年
1963年秋に登場したオリジナルマシン2はデビュー戦でポールポジションを獲得した。1964年はドライバーにホールとシャープ、ロジャー・ペンスキーを擁してアメリカスポーツカークラブ (SCCA) 主催の人気カテゴリUSRRCにエントリーした。ホールは第2戦で初優勝し、計4勝を挙げ年間チャンピオンとなる。シャープも1勝し、シャパラルはシリーズ10戦中5戦を制した。また、USRRC以外のレースでも3勝を挙げた。

#### 1965年
スポーツカー世界選手権のセブリング12時間レースにスポット参戦し、フォードやフェラーリら強豪を抑えてホール/シャープ組が大金星を挙げた。全9戦のUSRRCでは第2戦から8連勝（ホール5勝、シャープ2勝、ペアで1勝）、ワンツーフィニッシュ4回と圧勝した。しかし、クラスごとの得点を含めて年間順位を決める独自の制度のため、ホールは選手権2位に終わった。10月には可動式ウィングを装備する2Cがデビューウィンを飾るなどシャパラルは出場した22レース中16勝を記録し、アメリカのスポーツカーレースを席巻した。

#### 1966年
前年のセブリング12時間レース優勝をステップに、スポーツカー世界選手権への本格参戦を開始。スポーツカーレースの名手フィル・ヒル、ヨアキム・ボニエと契約し、グループ6用の2Dを投入した。序盤2戦が不振のため3戦欠場して開発を進め、ヨーロッパ初戦となるニュルブルクリンク1000kmで優勝した。ヨーロッパの主要イベントにおけるアメリカ車の優勝は、1921年AFCグランプリのデューセンバーグ以来であった。ル・マン24時間レース初挑戦は予選10位、決勝は7時間過ぎにリタイアした。
秋に始まった北米のCan-Amシリーズにはグループ7用の2Eで参戦（ドライバーはヒルとホール）。第2戦で登場した2Eは巨大なハイマウントウイングで関係者や観客の度肝を抜いた。第4戦ではヒルとホールがワンツーフィニッシュを飾り、結果的にこれがCan-Amにおける唯一の勝利となった。ヒルはジョン・サーティースと初代チャンピオンを争ったが、最終戦でウィング破損のトラブルに泣いた。

#### 1967年
スポーツカー世界選手権に7リッターエンジンとハイマウントウィングを備えた2Fを投入する。ドライバーはヒルとマイク・スペンス。開幕戦デイトナ24時間レースでトップを快走するが、運転ミスで勝機を逃した。以降3度のポールポジションなど速さを見せるものの、マシントラブルが頻発しリタイアを重ねた。ル・マン24時間レースには2台体制でエントリーし、予選2位を獲得。決勝は3位走行中にトランスミッションのトラブルでピットインし、修理するも18時間過ぎにリタイアとなった。最終戦BOAC500マイルで初完走し優勝。ヒルの引退レースを飾った。
Can-Amには7リッターエンジンの2G1台体制で参戦。ホールが2位2回を記録するが、信頼性不足に苦しみマクラーレン勢に6戦5勝を許した。

#### 1968年
この年からスポーツカー世界選手権のレギュレーションが変更され、5リッター以上のエンジン搭載車が締め出されたため、ホールのCan-Am参戦のみとなる。新型の2Hを投入する予定だったが、テストで不具合が見つかったため2Gを改良して使用した。この年もマクラーレン勢が全勝し、追うシャパラルには不運が続いた。最終戦スターダストGPでは前走車に追突しマシンが横転、炎上する大事故を起こし、ホールは両脚骨折などの重傷を負った。

#### 1969年
リハビリ中のホールに代わりCan-Am初代王者ジョン・サーティースが加入するが、2Hの開発を巡りチームと意見が対立した。11戦中6戦は2Hを使用したが、他はサーティースの希望でマクラーレンM12を購入して出走した。成績に失望したサーティースは1戦を残してチームを去り、意欲作2Hは失敗作とみなされることになった。

#### 1970年
シボレーの要請を受け、シボレー・カマロのワークスチームとしてツーリングカーのトランス-アメリカン・セダンシリーズ (Trans-Am) に参戦する。ホールは復帰したがシーズン中にレーサー活動を終えた。後任のヴィック・エルフォードが1勝したもののフォード・マスタングに勝てず、ワークス体制もこの年までだった。
Can-Amでは前年の挫折にめげず、さらに過激な「サカー・カー」2Jを開発した。Trans-Amとの掛け持ちと資金不足により出走は限られたが、デビュー戦は前年のF1王者ジャッキー・スチュワートが運転し、エルフォードに交代した後は3戦ともポールポジションを獲得した。この時予選2位に最大2.2秒差をつけている。初期トラブルのため完走は6位1回のみだったが、4戦とも最速ラップを記録するなど驚異的なポテンシャルを示した。翌年への期待を抱かせたが他チームから規定違反とのクレームを浴び、シーズン後にSCCAから使用禁止処分を下された。これに失望したホールはCan-Amからの撤退を決めた。

### インディカー・シリーズの活動

#### 第1期
Can-Am撤退後シャパラルは一時レースから離れたが、ローラの北米輸入代理業者カール・ハースと手を組み、ローラのマシンでF5000やオイルショック中断後に再開されたCan-Am第2期に参戦した。
1978年にはアメリカ合衆国自動車クラブ (USAC) が主催する北米オープンホイールカーレースの最高峰チャンピオンシップカー・シリーズに参戦する。マシンはローラ・T500、エンジンはコスワース・DFX、ドライバーのアル・アンサーは伝統のインディ500で3度目の優勝を果たし、これを含むシーズン3勝を挙げた。
1979年はハースと分かれ自社製マシン2Kを開発。USCAから独立したCART主催のインディカー・シリーズに参戦し、アンサーが最終戦フェニックスで優勝した。1980年はアンサーに代わりジョニー・ラザフォードが加入。インディ500での3度目の優勝など12戦中5勝（ポール・トゥ・ウィン3回）の好成績を残し、見事にシリーズチャンピオンに輝いた。カーナンバー1番を付けた1981年は開幕戦こそ制したものの、シーズン途中で2Kを諦めマーチのシャシーを使用。シーズン後にはインディカー・シリーズからの撤退を表明した。

#### 第2期
以降はチーム名はシャパラルではなくジム・ホール名義での参戦となる。1991年、ベルギーのVDSチームと提携し「ホール-VDSレーシング」としてインディカー・シリーズに再挑戦した。マシンはローラ・シボレー。開幕戦ゴールドコーストGPでジョン・アンドレッティが初優勝を決めた。
1994年、VDSと分かれ「ジム・ホールレーシング」となる。マシンは1994年がレイナード・イルモア、1995年よりレイナード・ホンダ。ドライバーは1993年と1994年はベテランのテオ・ファビ。1995年に加入した新人ジル・ド・フェランは最終戦モントレーGPで初優勝し、ルーキー・オブ・ザ・イヤーを獲得した。1996年にはフェランが2勝目を挙げ、ホールはこの年限りでチームオーナー業を引退した。
その後は目立った動きはなかったが、2014年にビジョン グランツーリスモの一環としてシャパラルの名が復活。シボレーとのダブルネームで「シボレー シャパラル 2X ビジョン グランツーリスモ」が発表された。

## 車種
シャパラルの歴代マシンは本拠地のファクトリーでレストアされ、ミッドランド市内のペトロリアム博物館に常設展示されている。また、各地のヒストリックカーイベントで走行し往年の雄姿を披露している。

### 1
シャパラル・1は設計・製作者の名から「トラウトマン&バーンズ・シャパラル」とも呼ばれる場合もある。シャーシは当時一般的な鋼管マルチチューブラーフレームで、フロントに「スモールブロック・シェビー」ことシボレーOHV4.6リッター（283cu.in.）V8エンジンを搭載する。製作された5台のうち1号車と3号車をホールが使用し、他はプライベーターへ販売された。1961年から1962年まで使用されたが、時代はミッドシップマシンへの過渡期にあり、FR車は時代遅れになりつつあった。

### 2 (2A)

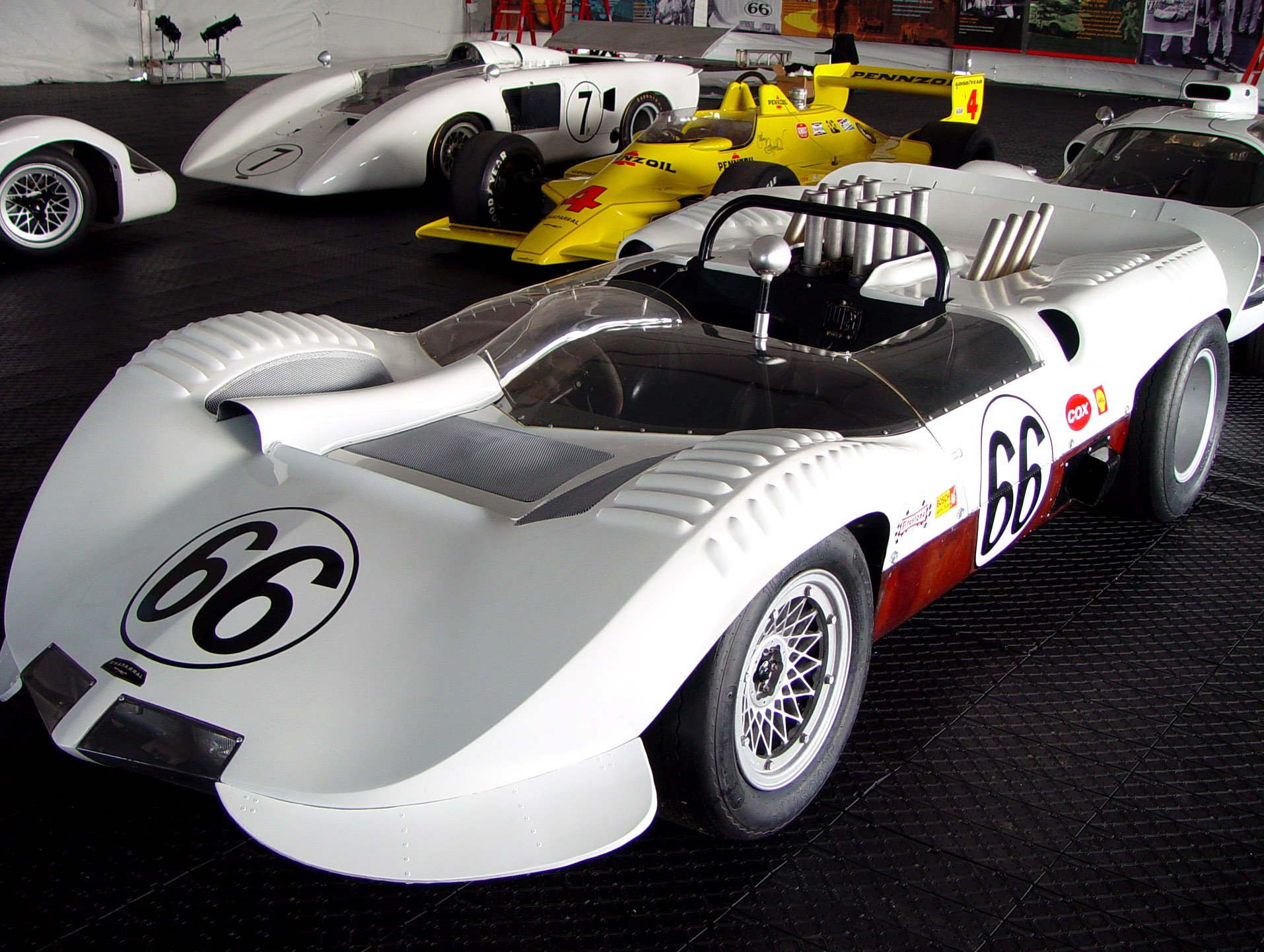
2A

シャパラル・カーズの処女作である2はシリーズ通番で2Aとも呼ばれ、3台（001 - 003）が製作された。シャーシはツインチューブ型のセミモノコックで、素材として強度と加工自由度が高い繊維強化プラスチック（FRP）を採用した（補強材としてアルミも併用）。設計にはジェネラル・ダイナミクスの航空技師アンディ・グリーンが協力し、後に開業したレーシングヨット工房でFRPモノコックを製作した。ミッドシップ搭載のエンジンは開発中はオールズモビル製だったが、1963年秋にレースデビューした時にはシボレー5.36リッター（327cu.in.）となった。
1964年にはフロント周りが鋭角的なフォルムに変更され、新たにセミオートマチックトランスミッションとアルミ製ブロックのシボレーエンジンが搭載された。セミAT変速機はトルクコンバーターを使った1段シフトで、ドライバーのクラッチ操作を不要とした（シーズン途中に2段シフトとなる）。これらはGMの実験車GSIIから流用したもので、秘密のユニットとしてジャーナリスト達の好奇の視線を集めることになる。さらに「口髭」と呼ばれるノーズフィン、フロントフェンダー上のルーバー、ボンネット上の通気ダクト、2Cから流用された可変ウィングなども順に追加された。

### 2C
1965年シーズン終盤に登場した2台目の2Cは、モノコックが軽量なアルミで製作された。以後、2Gまで耐久レース用にはFRP、スプリントレース用にはアルミのモノコックという使い分けがされた。リアデッキに「フリッパー」と呼ばれる油圧式可動ウィングを備え、操縦席にはセミATで不要になったクラッチペダルに代わりウィング調節用ペダルがあった。ドライバーは直線ではペダルを踏んでウィングを寝かせて空気抵抗を減らし、コーナー区間ではペダルを離してウィングを立て必要なダウンフォースを得ることができた。2Cは車体に振動が起こるため、「アイボール・ジグラー（目玉揺らし）」というニックネームで呼ばれた。

### 2D

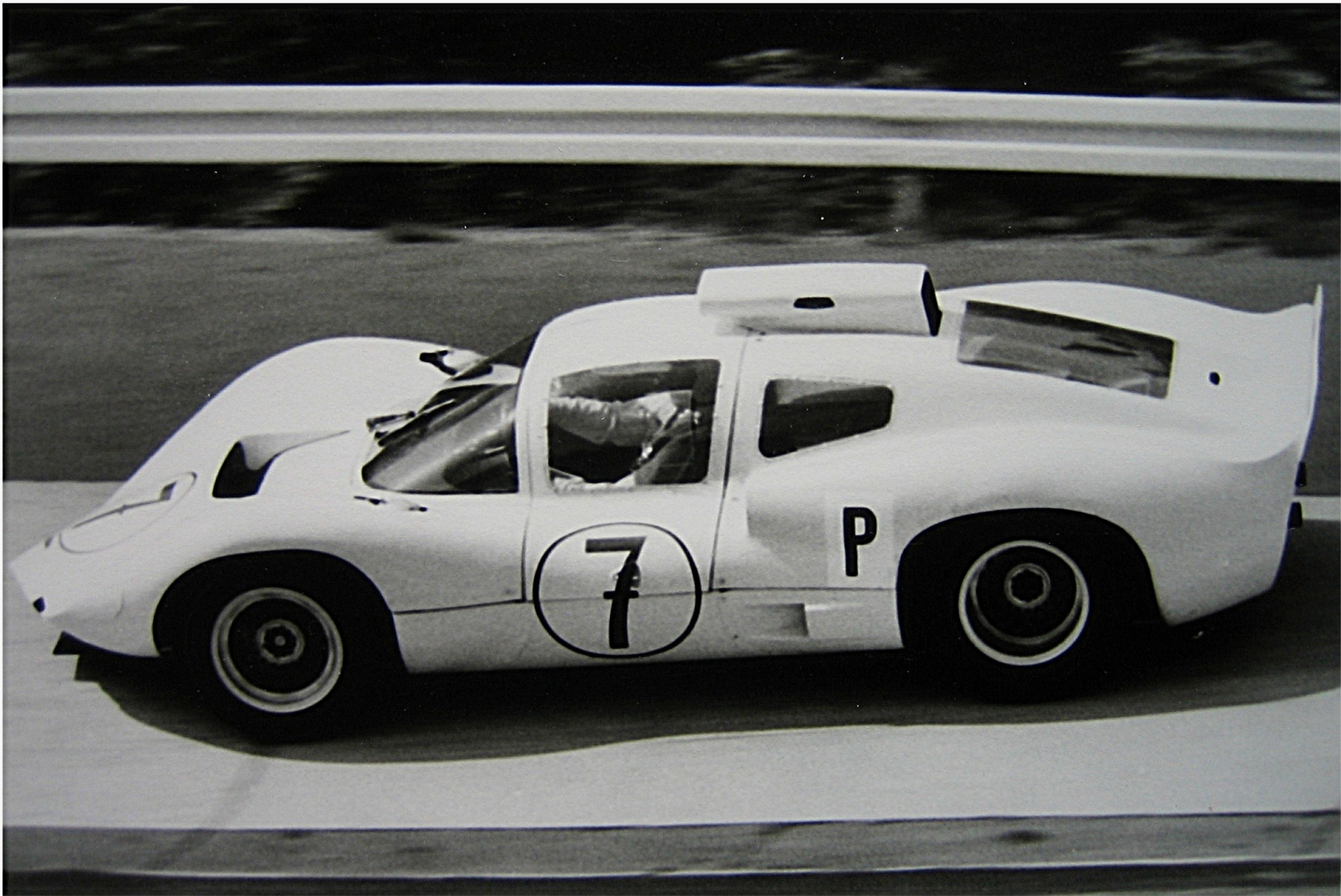
1966年ニュルブルクリンクにて ヨアキム・ボニエが運転する2D

2Dは1966年のスポーツカー世界選手権参戦用に2Aをクローズドボディ化したもので、グループ6規定の保安部品、トランクルームやスペアタイヤも設置された。
シャパラルがクローズドを採用したのは2Dが初めてで、ライバルのフェラーリやポルシェが研究された。
2Cの可動式ウィングを受け継いだが、デビュー戦後に固定式スポイラーに戻された。セミAT変速機は2段から3段に変更。ヨーロッパラウンドにはヘッドライトの4灯化、屋根上の吸気ボックス設置、インテークマニホールドの短縮などが施された改良型が登場した。また、1967年には7リッターエンジンに換装し、Can-Am開幕2戦に出走した。

### 2E

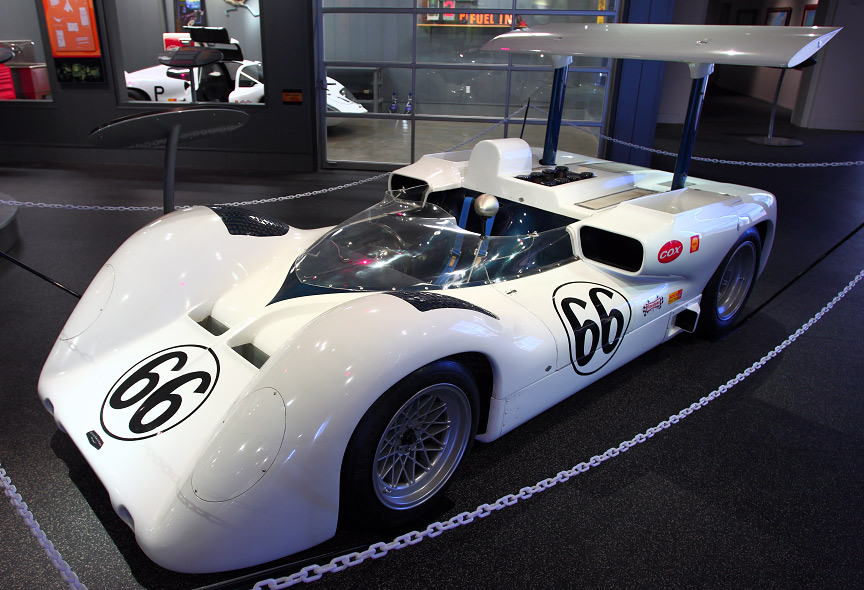
2E

2Eは1966年のCan-Amシリーズ用のマシン。2Cベースのアルミモノコックで、2速セミATを備えていた。最大の特徴は車体後部にそそり立つ巨大なリアウィングで、車体周りの乱流を避けるため2m近い高さに設置され、2Cと同様にドライバーが左足で角度を調節できた。それまでの可動式ウィングは高ダウンフォース時に車高が下がりすぎ、車体の底を擦る問題があったため、2Eではウィングの2本の支柱を後輪のアップライトに直結し、バネ下に荷重が懸かるように工夫された。
また、ラジエターは重量配分を後ろ寄りにするためフロントからボディ両脇に移設された。ノーズ内部のエアダクトに空気流入量を調節するフラップを付け、リアウイングと連動して車体前後のダウンフォースバランスを取った。

### 2F

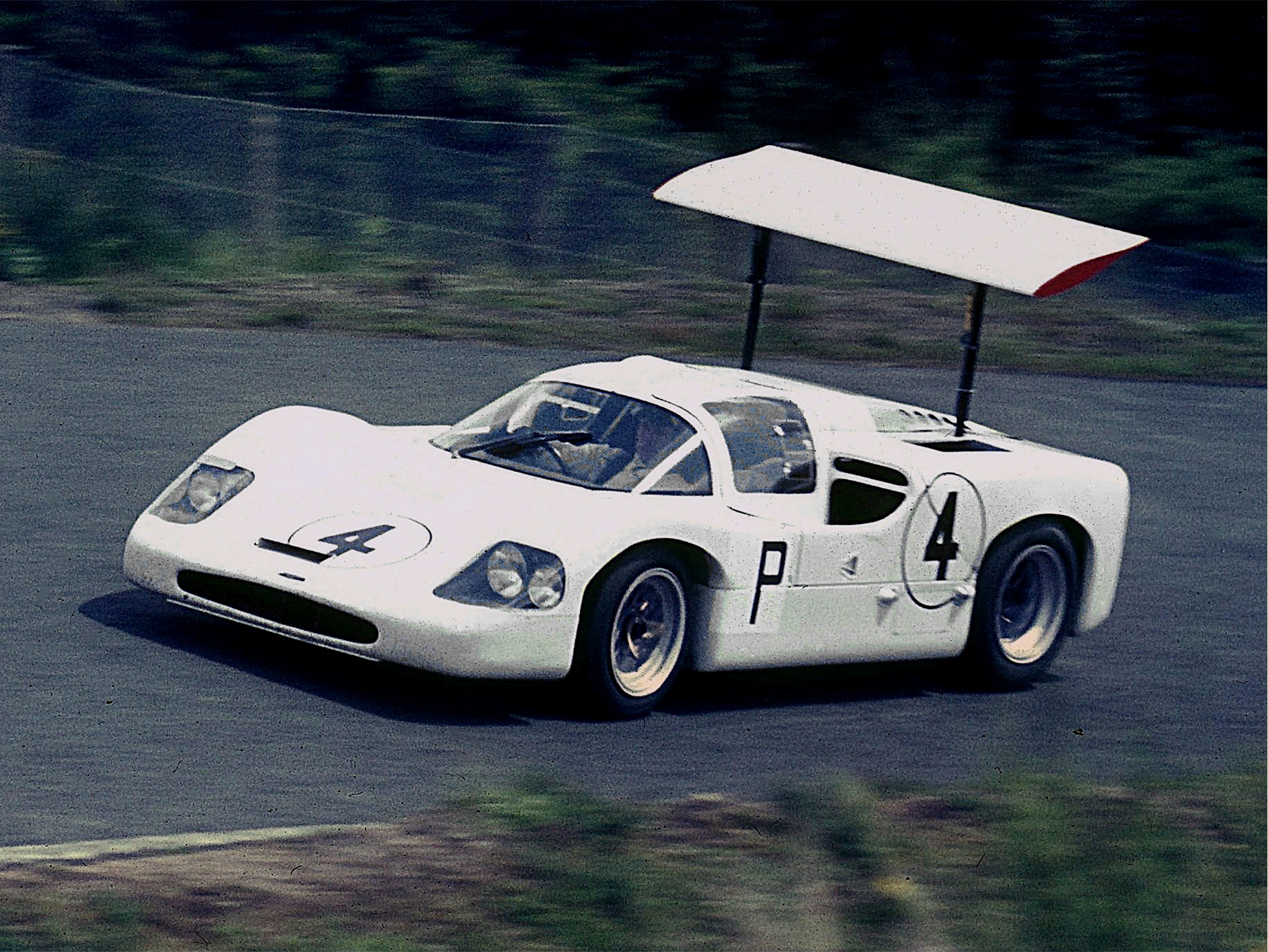
1967年ニュルブルクリンクにて マイク・スペンスが運転する2F

2Fは1967年のスポーツカー世界選手権用のマシン。2DのFRPモノコックをベースに、エンジンを「ビッグブロック・シェビー」ことシボレー7リッター（427cu.in.）V8エンジンへ換装した。ボディの形状はそれまでの曲面的なものから角張ったデザインに変わり、2Eと同様の可動式ハイマウントウィングを取り付けた。シーズン中にオイルクーラーをフロントに移し、ウィングの支柱を翼面形状とする改良もなされた。
エンジンの大排気量化により速さは手に入れたが、従来型の3速セミAT変速機が出力上昇に耐え切れずオーバーヒートし、長距離レースではオイル漏れによるトラブルが持病となった。

### 2G
2Gは1967年のCan-Amシリーズ用のマシン。2Eのアルミモノコックをベースにエンジンを7リッター化し、可動式ハイマウントウィングと3速セミATを装備した。2年目の1968年には吸気ボックスの設置、リアタイヤのワイド化に伴うオーバーフェンダーの追加、ウィング両端のサイズ延長などが行われた。

### 2H

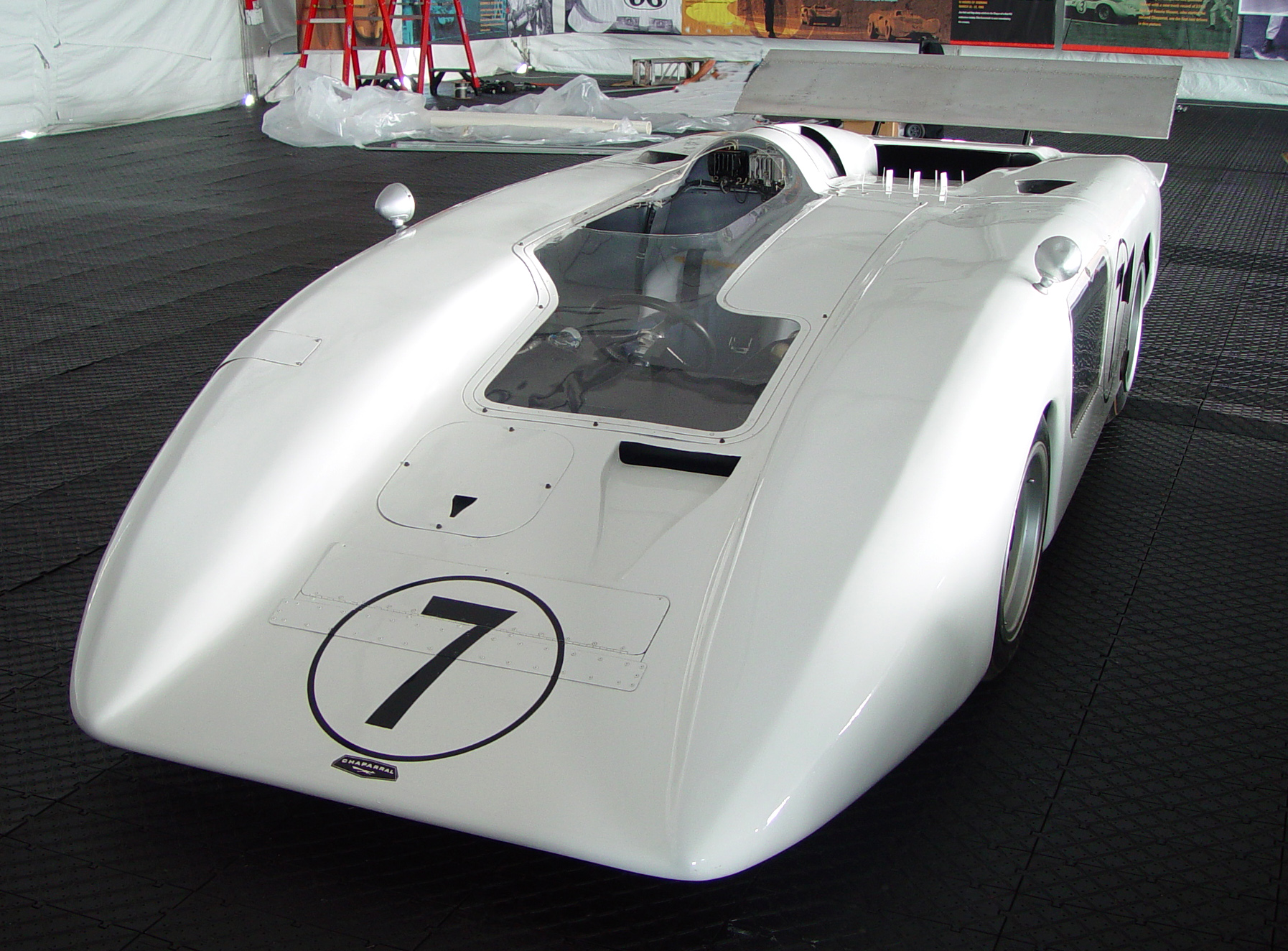
2H

2Hは1969年のCan-Amシリーズ用のマシン。エアロパーツに頼るそれまでのコンセプトを見直し、空気抵抗を減らすため全高と車幅を極力抑えた斬新なスタイリングとなった。マシン先端からコクピット上までなだらかなウェッジシェイプ（楔形）を描き、ドライバーは寝そべるような着座姿勢で透明スクリーン越しに前方を見る形となる。モノコックとボディはFRP一体成型で、ラジエターは両サイドからボディ後部へ移された。後輪サスペンションにドディオンアクスルを採用したが、異常振動が発生したため実戦投入が1シーズン延期された。さらに、ドライバーのサーティースが視界不良を訴えたため、着座位置を上げスクリーン上部を開口する改造も加えられデビューが遅れた。シーズン終盤には異様なほど巨大なハイマウント・ウイングも装備された。

### 2J

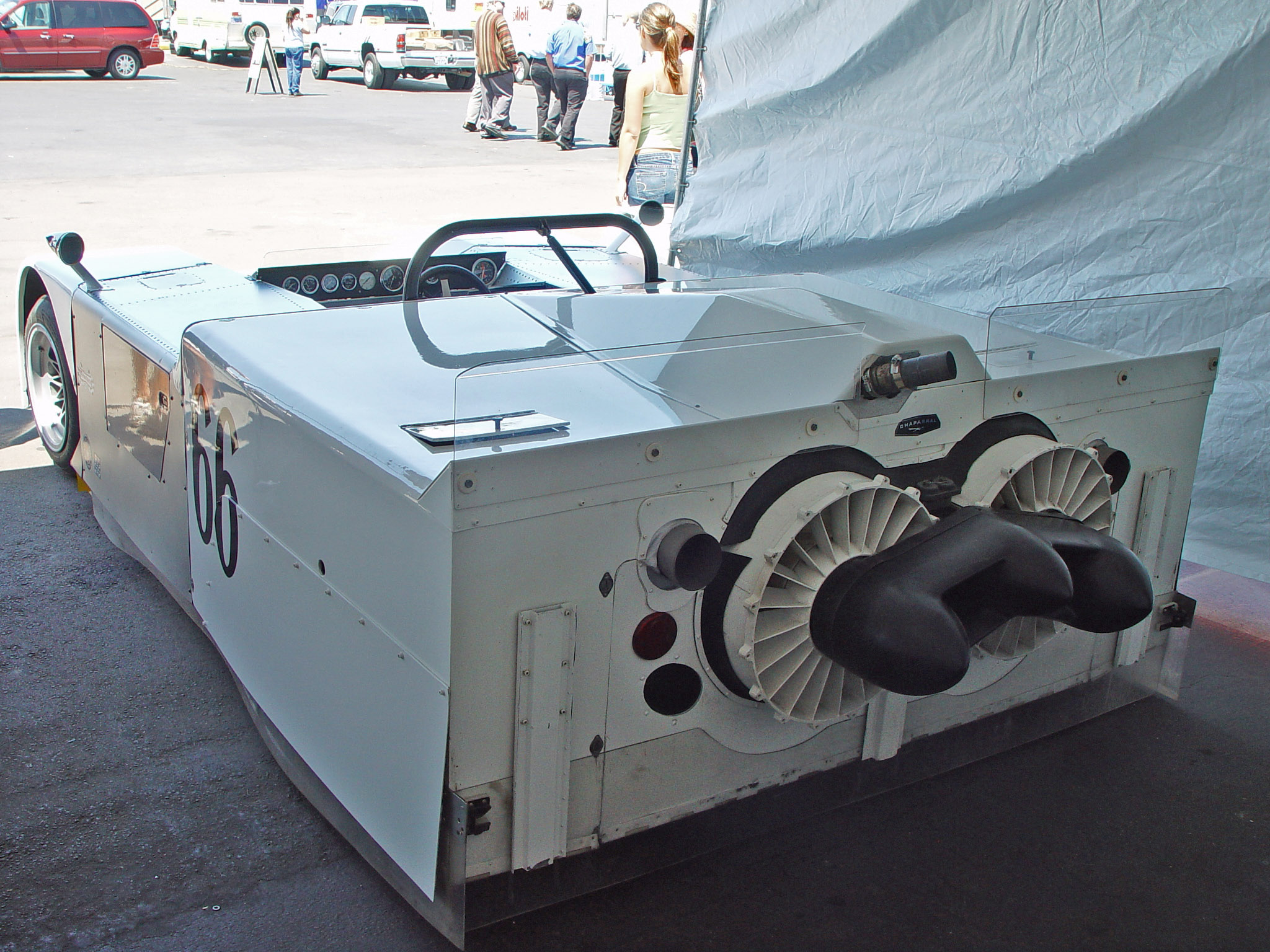
2J

1970年のCan-Amシリーズに登場した2Jは、シャパラル史上最も特異なマシンである。いわゆるファン・カーに分類される車両で、「バキュームクリーナー」（真空掃除機）とあだ名された。GM技術研究グループの実験車をシャパラルがレース用に改良したもので、車体内部の空気を強制的に吸い出すことで路面との間に負圧空間が生まれ、ダウンフォースが発生するというアイデアを実践している。車体の前輪より後ろは箱型のボディに覆われ、変速機上部に設置した274 ccの補助エンジン（元はスノーモービル用）で17インチのファン2基を回転させ、車体後部から空気を排出する。ファンから埃や小石を撒き散らすため、後続車のドライバーには迷惑がられたという。さらにボディ下部をリアサスペンションと連動する可動式スカートで囲み、低圧状態を保持するメカニズムも組み込まれた。ウィングでは低速コーナーでダウンフォースが不足するという問題があったが、この装置はどの速度でも常に大きなダウンフォースが得られるという利点があった。
エンジンは7.6リッター（465cu.in.）まで拡大。モノコックはアルミ製でフロントボディはFRP製、リアボディはアルミハニカム製。ラジエーターはスペースの都合でフロントに戻された。また、後期型ではファンの駆動用ベルトがボディ内部から外側に移された。

### 2K

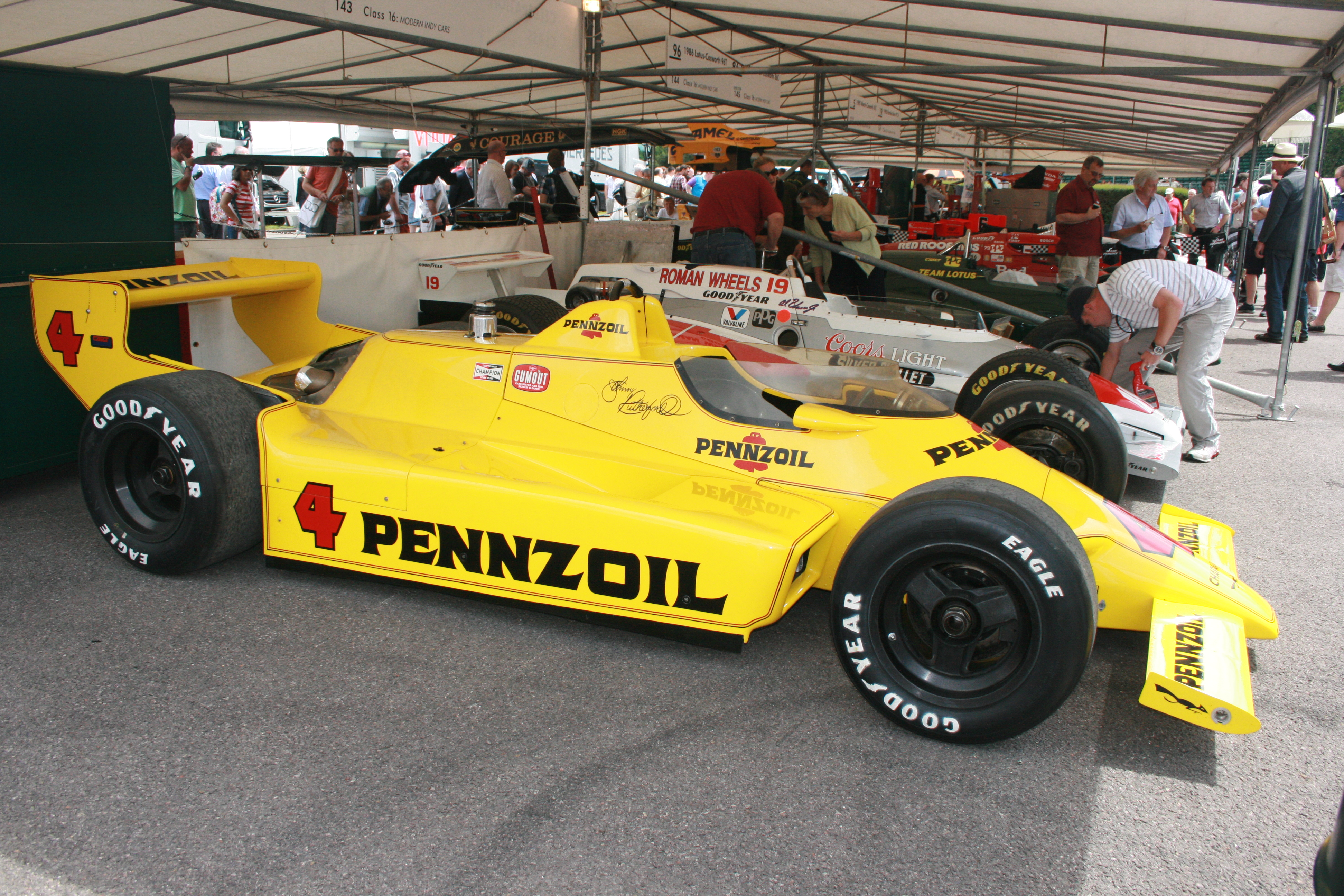
2K

2Kはシャパラル初のオープンホイールカーで、1979年から1981年にかけてCARTシリーズに出走した。F1でロータスが発明し、成功を収めたグラウンド・エフェクト・カーの理論を導入している。エンジンは3リッターターボのコスワース・DFX。1980年のインディ500ではジョニー・ラザフォードが圧倒的な速さで優勝し、年間チャンピオンも獲得する成功作となった。設計者ジョン・バーナードはその後F1へ転身し、マクラーレンMP4シリーズを生み出した。

## 先進的技術と影響

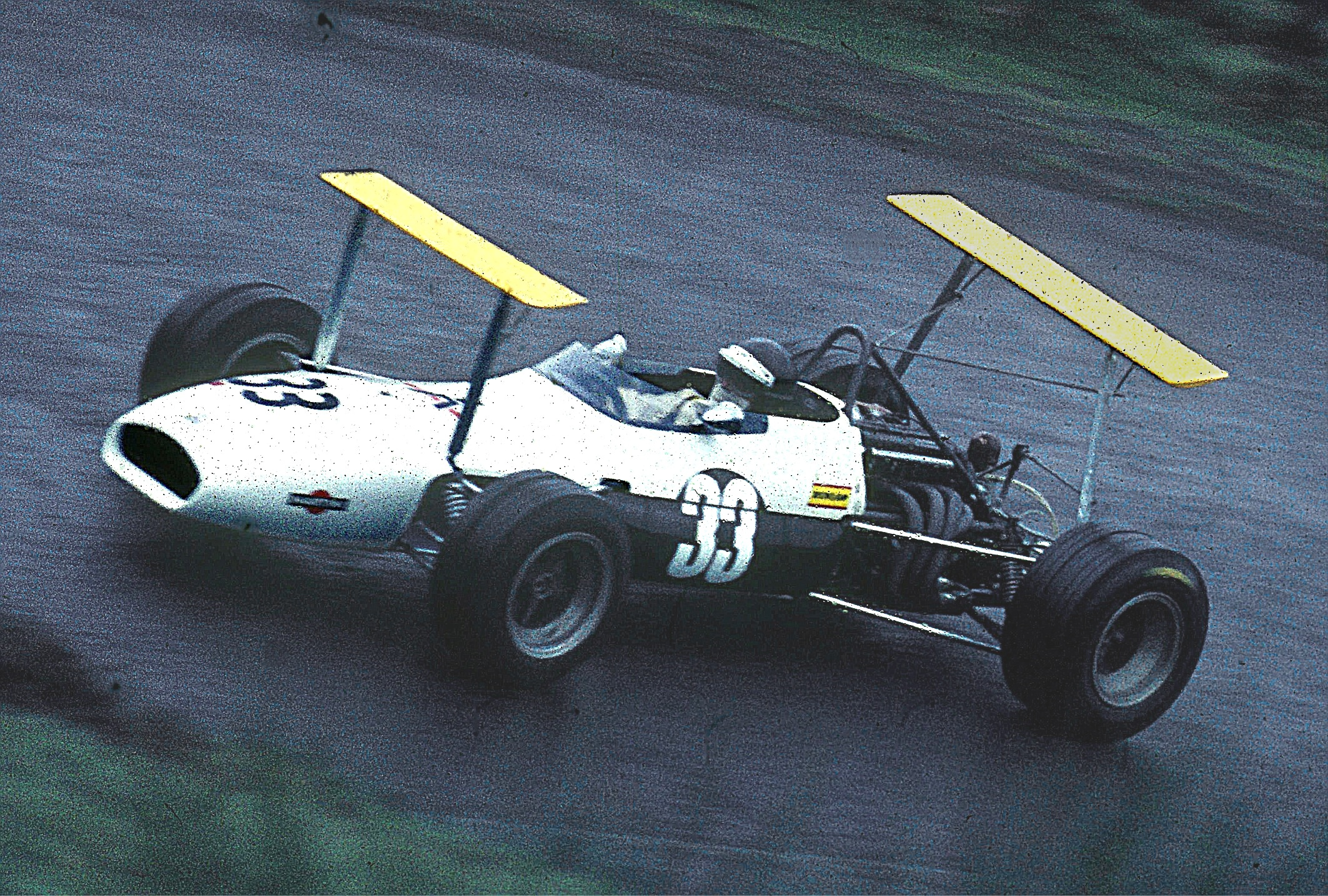
ブラバムF2マシンの前後ハイマウントウィング

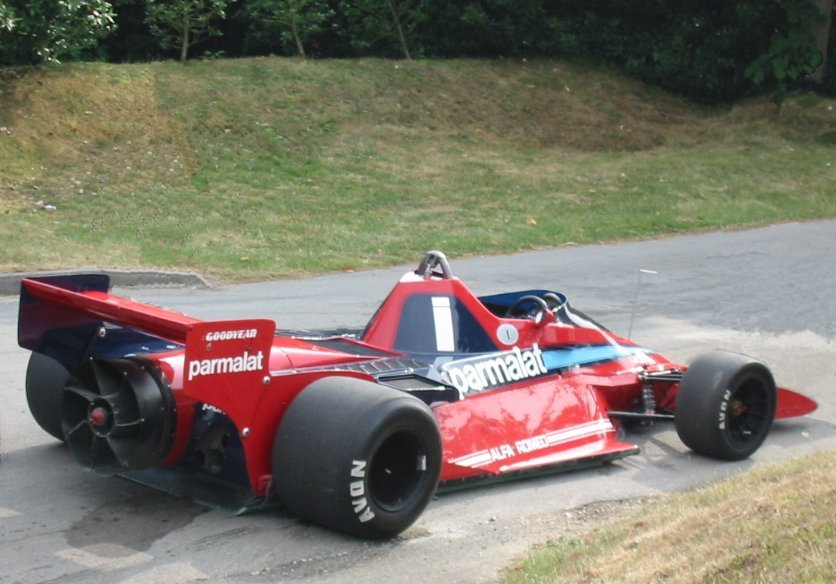
ファンカー ブラバム・BT46B

シャパラルの技術的挑戦は非金属素材によるモノコック製造、サイドラジエターなど後のレーシングカーデザインで一般化する手法を先取りするものだった。ドライバーをクラッチ操作から解放するセミAT変速機は、1980年代にポルシェ・962が実験的にPDK（デュアルクラッチトランスミッション）を搭載。F1ではフェラーリ・640以降、1990年代に全チームに普及している。
ウィングに関しては、1920年代の速度記録挑戦車から高速走行中の揚力発生を抑えるために装着した例はあった。しかし、可動装置やハイマウント方式、リアサスペンションに直接作用する設計は斬新かつ合理的であり、ダウンフォースを利用してタイヤのグリップ力を増し、コーナリング性能を高めるという発想はレーシングカーの空力設計の新たなスタンダードとなった。Can-Amのライバルチームもこれらを模倣し、日本でも日産・R381がウィングが左右独立して角度調節できる「エアロスタビライザー」を搭載し、1968年の日本グランプリで優勝する秘密兵器となった。F1でも1968年中頃からサスペンション直結式のハイマウントウィングが流行し、物干し竿のような前後2本立てのマシンも現われた。
しかし、この方式には路面からの振動でウィングの支柱が損傷するという危険があり、実際にシャパラルも何度かトラブルに遭っている。F1で起きた重大事故を重く見た国際自動車連盟 (FIA) は1969年中頃に「エアロパーツは車体に固定され可動してはならない」とする新規定を発効し、ウィングの高さや位置も制限した。これによりFIA統轄下のカテゴリでシャパラル流のウィングは使用できなくなった。
2Jの強制排気システムは可動エアロパーツとみなされるのか、シャパラルは主催者のSCCAに問い合わせた上でレース出場に踏み切った。SCCAは他チームから抗議を受けても合法との判断を示したが、のちにFIAの方針に従う形で使用禁止処分を下した。しかし車体下面の負圧状態で路面に吸い付くというコンセプト自体は、1970年代後半のグラウンド・エフェクト・カーに受け継がれる（シャパラルと同様に気密用の可動式スカートを装備した）。1978年には2Jの再現ともいえる「ファンカー」ブラバム・BT46Bが登場し、デビュー戦のスウェーデンGPで優勝した。デザイナーのゴードン・マレーはファンが空力付加物ではなくエンジン冷却用と主張して承諾を得たが、結局これも禁止された。